# Brad Walker
Brad Walker, född 21 juni 1981, är en amerikansk friidrottare som tävlar i stavhopp.
Walker blev silvermedaljör vid hans första större mästerskap i Helsingfors 2005. Året efter vann han VM inomhus på 5,80. Samma år hoppade han för första gången 6 meter vilket han gjorde i en tävling i Jockgrim.
Under 2007 vann Walker VM-guld i Osaka när han hoppade 5,86. Samma år vann han guld vid IAAF World Athletics Final i Stuttgart efter att ha hoppat 5,91.
Vid VM inomhus 2008 slutade han tvåa efter ryssen Jevgenij Lukjanenko, med ett resultat på 5,85. Vid amerikanska mästerskapen inför Olympiska sommarspelen hoppade han 6,04 vilket var ett nytt personligt rekord och ett nytt amerikanskt rekord. Hoppet gjorde honom till en av favoriterna till segern i Peking men han misslyckades tre gånger att klara sin ingångshöjd, tillika kvalhöjden 5,65. Han avslutade emellertid året med att bli tvåa vid IAAF World Athletics Final i Stuttgart med ett hopp på 5,70.